# Psathyrocaris infirma
Psathyrocaris infirma är en kräftdjursart som beskrevs av Alcock och A. R. S. Anderson 1894. Psathyrocaris infirma ingår i släktet Psathyrocaris och familjen Pasiphaeidae. Inga underarter finns listade i Catalogue of Life.